# Al Gore
Albert Arnold „Al” Gore Jr. (Washington, 1948. március 31. –) amerikai politikus, üzletember és Nobel-békedíjas környezetvédelmi aktivista. 1977–1985 között kongresszusi, 1985–1993 között szenátusi képviselő volt Tennessee állam küldöttjeként. 1993–2001 között, Bill Clinton elnöksége idején az Amerikai Egyesült Államok alelnöke, a 2000-es elnökválasztáskor a Demokrata Párt elnökjelöltje volt. Szülei: Albert Arnold Gore (idősebb) (demokrata politikus), Pauline Gore. Felesége: Tipper Aitcheson Gore. Gyermekei: Al Gore III (Albert), Sarah, Kristin, Karenna.
Annak ellenére, hogy mintegy 500 000-rel több szavazatot kapott, mint ellenfele, George W. Bush, Al Gore elveszítette a választásokat, mert az elektori szavazatok aránya 271:269 lett Bush javára a floridai szavazatok újraszámlálása után. Habár maga elismerte Bush győzelmét, sokan – köztük Michael Moore, a Fahrenheit 9/11 című filmjében – annak a meggyőződésüknek adtak hangot, hogy a floridai szavazatok körüli huzavona során tulajdonképpen választási csalás történt. Al Gore gyakran használja az „I used to be the next president of the United States of America.” (Én voltam az Amerikai Egyesült Államok következő elnöke) szófordulatot.
Nashvilleben él családjával.

## Élete

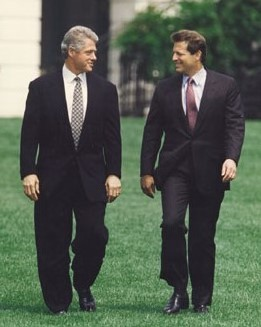
Bill Clinton és Al Gore

Gore gazdag politikuscsaládba született Washingtonban. Apja, id. Albert Arnold Gore sokáig Tennessee állam szenátora volt. Az ifjú Gore-t elit iskolába járatták, majd a Harvardon végzett 1969-ben. 1970 óta nős, négy gyermeke van. Lánya Kristin Gore 2007-ben írta meg Sammy's Hill című regényét (Kampányszerelem).
Az egyetem elvégzése után is folytatta tanulmányait, jogászképzésen, ezt azonban 1976 tavaszán hirtelen félbehagyta, és elhatározta, hogy indul a Kongresszus alsóházi választásain mint Tennessee állam képviselője. Gore fölényesen megnyerte ezt a választást. Az Amerikai Egyesült Államok Képviselőházába 1976-ban, szenátusába 1984-ben és 1990-ben választották be. 1993. január 20-án beiktatták az Egyesült Államok 45. alelnökének, a tisztséget 8 évig töltötte be. Az 1992-es év egyik sikerkönyvének, a Mérlegen a Föld című műnek szerzője. 1997-ben a Kiotói jegyzőkönyv sikerében szerepe volt, amit George W. Bush 2000-ben – hivatalba lépésének első hetében – szétvert. Az alsóházban főként a hadsereg, valamint a közlekedési, kereskedelmi és a tudományos kutatások minisztériumának költségvetésével foglalkozott, így többek közt az ARPANET finanszírozásával is.

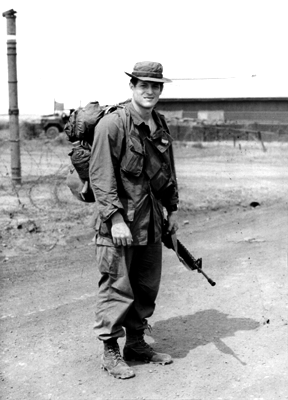
Gore haditudósítóként szolgált Vietnámban 5 hónapot.

Miután besorozták, 1969. augusztus 7-én bevonult az Egyesült Államok hadseregébe, bár ellenezte a vietnámi háborút. Fort Dixben kapta meg az alapkiképzést. Kijelölték katonai újságírónak a The Army Flier nevű újsághoz, mely a Fort Rucker nevű amerikai hadsereg alap folyóirata. Hét hónapos munka után Al Gore kihajózott Vietnámba, ahová 1971. január 2-án érkezett meg. Négy hónapot szolgált a 20th Engineer Brigade-ben Vietnám Biên Hòa területén. Egy másik hónapot szolgált az Army Engineer Command-nál Long Binh területen. Al Gore 1988-ban úgy emlékezett vissza a vietnámi háborúra, mint egy szörnyűséges hibára. Nem változtatott korábbi álláspontján a háborúval kapcsolatban.
Leszerelése után jelentkezett és felvételt nyert a Vanderbilt Egyetemre (Nashville, Tennessee, USA). Egy év után félbehagyta tanulmányait. 1970-ben feleségül vette Mary Elizabeth Aitcheson-t (ismert nevén Tipper Gore-t). Gore ezután öt hónapot töltött el újságíróként a nashville-i The Tennessean újságnál. Az újságnál kirobbant egy korrupciós botrány (nem vele kapcsolatban), ekkor döntött úgy, hogy jogot tanul. Jogi tanulmányait 1976-ban szakította félbe, amikor elindult a választásokon és fölényesen győzött. Politikai karrierjének első szakaszát 1976-tól 2000-ig számítjuk.

## Választások

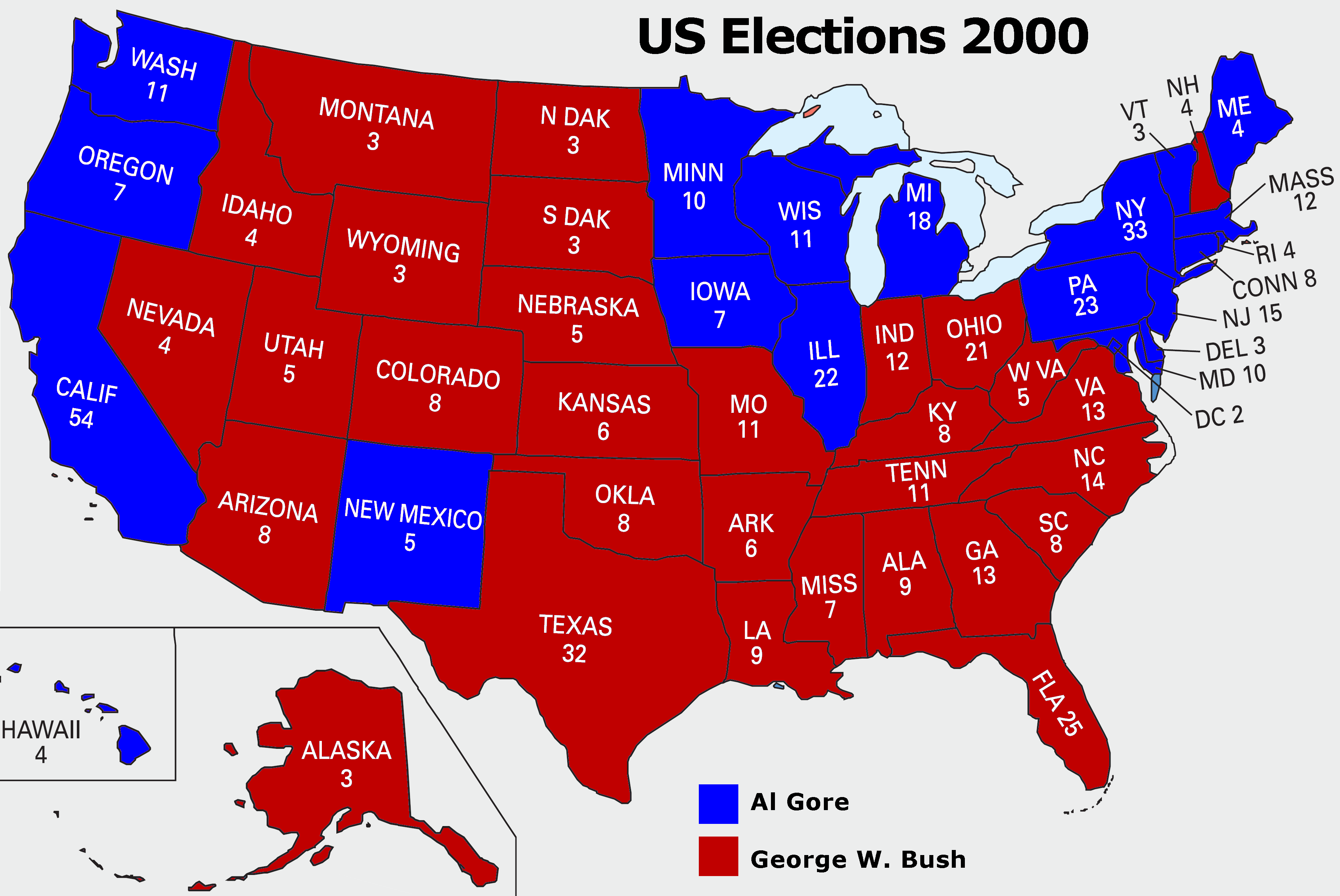
A 2000. évi amerikai választások kimenetele a tagállamok szintjén

2000 Egyesült Államok elnök választás
George W. Bush (R) – 271 Választási szavazat (47,9% népszavazás)
Al Gore (D) – 266 Választási szavazat (48,4% népszavazás)
Ralph Nader (Green) 2,7% népszavazás
Pat Buchanan (Reform) 0,4% népszavazás
Harry Browne (Libertarian) 0,4% népszavazás
Howard Phillips (Constitution) 0,1% népszavazás
John Hagelin (Natural Law) 0,1% népszavazás
1996 Egyesült Államok elnök választás (Alelnöki szék)
Al Gore (D) (inc.) – 397 Választási szavazat (49,2% népszavazás)
Jack Kemp (R) 40,7% – 159 Választási szavazat (40,7% népszavazás)
Pat Choate 8,4% népszavazás
Jo Jorgensen (Libertarian) 0,5% népszavazás
Herbert Titus (Taxpayers) 0,2% népszavazás
Michael Tompkins (Natural Law) 0,1% népszavazás
1992 Egyesült Államok elnök választás (Alelnöki szék)
Al Gore (D) – 370 Választási szavazat (43,0% népszavazás)
Dan Quayle (R) (inc.) – 168 Választási szavazat (37,4% népszavazás)
James Stockdale (I) 18,9% népszavazás
Nancy Lord (Libertarian) 0,3% népszavazás
Cy Minett (Populist) 0,1% népszavazás
1984 Tennessee Egyesült Államok szenátori választás
Al Gore (D) 60,7% népszavazás
Victor Ashe (R) 33,8% népszavazás
Ed McAteer (I) 5,3% népszavazás

### Az elnökválasztás után

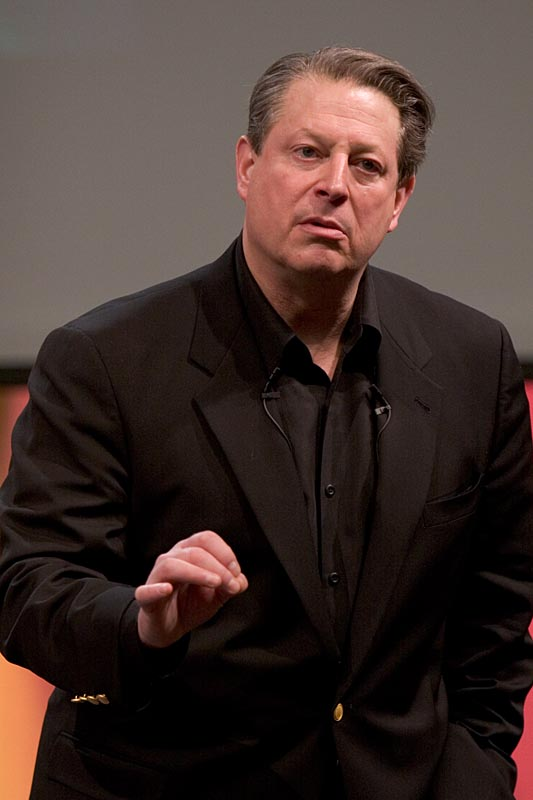
Gore egy globális éghajlati válságról tartott előadásán, 2006. április 7-én

A 2000-es elnökválasztás után Gore felhagyott a politikával, jelenleg különböző nagyvállalatok tanácsadójaként dolgozik. Eközben járja a világot előadásokat tartva a globális felmelegedésről és a szén-dioxid-kibocsátás csökkentésének szükségességéről. Az előadásból film is készült Kellemetlen igazság címmel, melynek bemutatójára 2006. november 16-án került sor Magyarországon. 2007 tavaszán jelentette meg Al Gore Támadás az ész ellen című új könyvét. A könyv az amerikai demokráciákról szól. Arról, hogy működött régen az amerikai demokrácia és arról, hogy nem vesz tudomást a globális éghajlati válságról a jelenlegi kor.
2006-ban kiképzett kb. 1500 globális felmelegedés elleni aktivistát[forrás?], akik a klímaváltozás problémáját visszhangozzák a világban.
Gore neve több ízben is felmerült, mint a Demokraták 2008-as elnökjelöltje, de ő sorozatosan nemet mondott.
Al Gore és Richard Branson 25 millió dolláros pályázatot hirdetett meg. A győztes az, aki képes hatékonyan kivonni a CO2-t a levegőből.
Live Earth keretében 2007. július 7-étől Al Gore egy nagyszabású – hét kontinenst felölelő – koncertsorozatot szervezett, mely akcióra szólítja fel a világ valamennyi polgárát.
Al Gore és G. Bush 2000-res választási küzdelméről 2007-ben kezdték el az Újraszámlálás című filmet forgatni, amely a 2008-as választásokat megelőzően lesz bemutatva.
Al Gore tárgyalásokat folytat négy nagy reklámügynökséggel, melyek – a Crispin Porter and Bogusky, a Bartle Bogle Hegarty, a Martin Agency és a Y and R – egy kampányon fognak dolgozni, hogy a felmelegedésről felvilágosítást adjanak. A médiaköltségek várhatóan éves szinten 100 millió dollárt tesznek majd ki.
2007. szeptember 16-án Emmy-díjat kapott a Current TV beindításáért, amely lehetőséget biztosít arra, hogy a napi 24 órás műsoridő 25%-át a nézők saját videoklipjeikből és más rövid műsoraikból állítsák össze. Rövidesen elindul egy wiki változat, mely a Climate Solution Wiki nevet kapta.
2007. október 12-én az Éghajlatváltozási Kormányközi Testülettel megosztva Nobel-békedíjat kapott.

## Kellemetlen igazság
2006-ban jelent meg a Kellemetlen igazság című könyve, melyről film is készült. A film két Oscar-díjat nyert el. Davis Guggenheim rendezte a filmet. A díjkiosztón Leonardo DiCaprio-val eljátszották, hogy politikai beszédbe kezd az est kellős közepén.
A globális éghajlati válság egyre súlyosbodik, hiszen az amerikai vezetés nem foglalkozik a témával. Körülbelül 2015 magasságában bekövetkezik a globális éghajlati fordulópont ha az emberiség nem csökkenti radikálisan a szén-dioxid kibocsátását. Roger Revelle klimatológus Al Gore egykori tanára már 1952-ben kimutatta a globális felmelegedést. Gore követte őt, immáron harminc éve foglalkozik komolyan a kérdéskörrel. De a könyv és a film nem csupán a klímaváltozásról szól. Külön fejezet szól arról, hogy milyen kicsin múlt a 2000-es választási veresége Bushsal szemben. A könyv róla is szól, a családjáról. A publikáció után sokan kérdezték tőle, hogy miért lehetséges, hogy az éghajlatváltozással az utolsó három amerikai kormány lényegében nem foglalkozott. Ezért írta meg a Támadás az ész ellen c. könyvét.

## Díjak

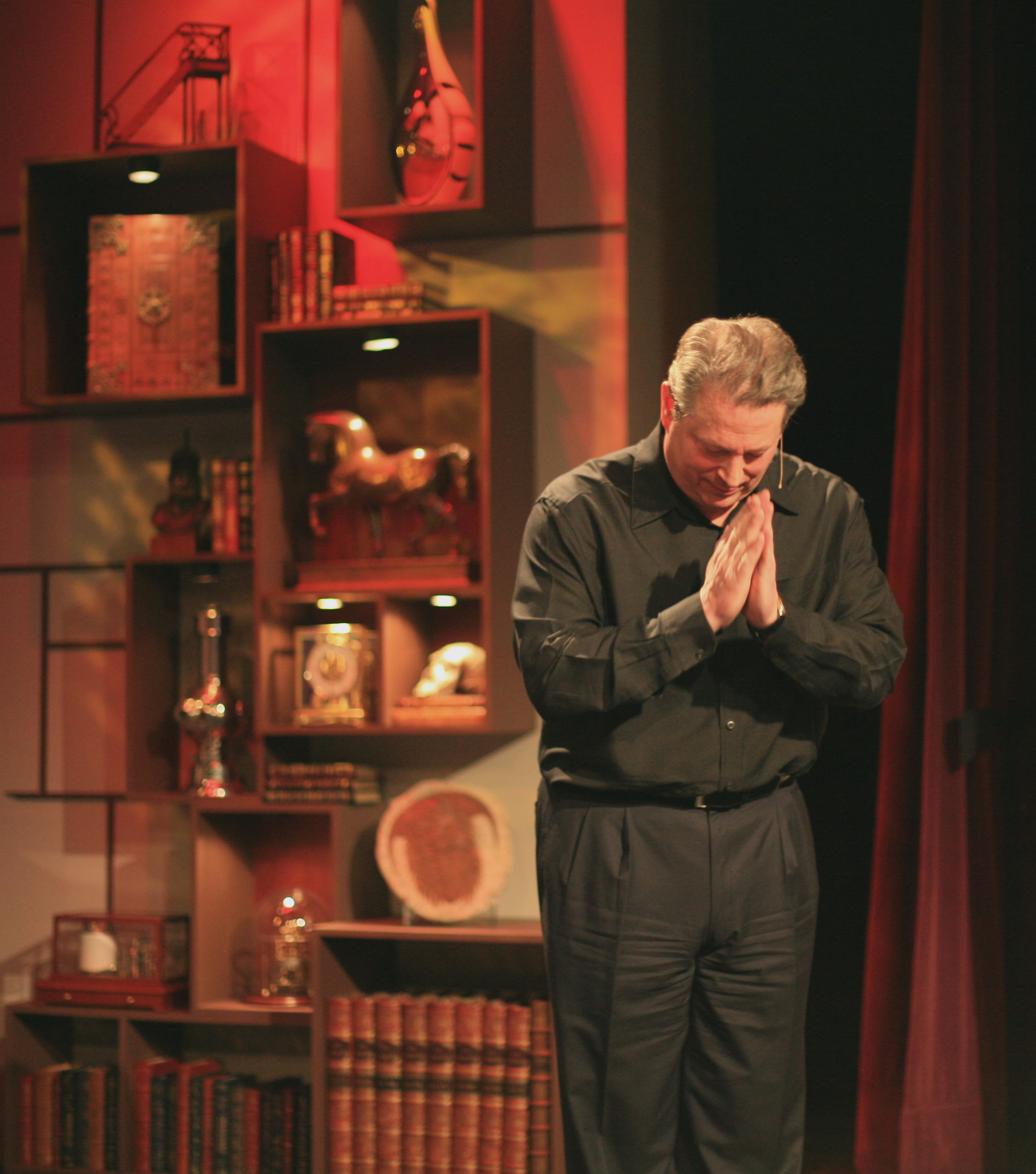
Al Gore egy beszéde után

- 2007 Nobel-békedíj a Éghajlatváltozási Kormányközi Testülettel megosztva (IPCC) (környezetvédelem)
- 2007 Outstanding Creative Achievement in Interactive Television a Current TV-ért Emmy-díj (interaktív technológia)
- 2007 Prince of Asturias Award Spanyolországban (környezetvédelem)[5]
- 2007 The Sir David Attenborough Award for Excellence in Nature Filmmaking (környezetvédelem)[6]
- 2007 Honorary Fellow, American Academy of Arts and Sciences[7]
- 2005 Lifetime Achievement Award, Webby Awards (interaktív technológia)

### Nobel-békedíj
Al Gore 2007. október 12-én kapta meg a Nobel-békedíjat az ENSZ Kormányközi Klímaváltozási Bizottságával (IPCC) megosztva. A díjjal járó pénzjutalom neki járó részével az általa alapított Szövetség az Éghajlat Védelméért nevű környezetvédő szervezetet támogatja. A 2007-es Nobel-békedíj győzteseit Ole Danbolt Mjoes jelentette be Oslóban (Norvégia).

## Művei

### Könyvek és egyéb publikációk
- Gore, Al (2009). Our Choice (Rodale Books.) ISBN 978-1-59486-734-7.
- Gore, Al (2007). Támadás az ész ellen (The Assault on Reason. New York: Penguin.) ISBN 1-59420-122-6.
- Gore, Al (2006). Kellemetlen igazság (An Inconvenient Truth: The Planetary Emergency of Global Warming and What We can do about it. New York: Rodale Books.) ISBN 1-59486-567-1.
- Gore, Al (2002). Joined at the Heart: The Transformation of the American Family. ISBN 0-8050-7450-3.
- Gore, Al (2002). The Spirit of Family. ISBN 0-8050-6894-5.
- Gore, Al (2001). From Red Tape to Results: Creating a Government That Works Better and Costs Less. ISBN 1-58963-571-X.
- Gore, Al (1998). Common Sense Government: Works Better & Costs Less: National Performance Review (3rd Report). ISBN 0-7881-3908-8.
- Gore, Al (1997). Businesslike Government: lessons learned from America's best companies. ISBN 0-7881-7053-8.
- Gore, Al (1992). Mérlegen a Föld (Earth in the Balance: Forging a New Common Purpose. Earthscan.) ISBN 0-618-05664-5.

### Magyarul olvasható
- Mérlegen a Föld. Ökológia és az emberi lélek; fordította: Török Katalin; Föld Napja Alapítvány, Budapest, 1993
- Kellemetlen igazság. A bolygónkat fenyegető globális felmelegedés és leküzdésének lehetőségei; fordította: Gadó György Pál, Kézdy Edit; Göncöl, Budapest, 2006
- A jövő. A globális változás hat mozgatórugója; fordította: Hegedűs Péter, Takács Zoltán; HVG Könyvek, Budapest, 2013